# Орда (Тверская область)
Орда — деревня в Весьегонском муниципальном округе Тверской области.

## География
Деревня находится в северо-восточной части Тверской области на расстоянии приблизительно 24 км на юг по прямой от районного центра города Весьегонск.

## История
Известна с 1646 года, когда была поместьем стольника Василия Григорьевича Нечаева. Дворов (хозяйств) было 18 (1859 год), 29 (1889), 28 (1931), 25 (1963), 8 (1993), 5(2008),. До 2019 года входила в состав Чамеровского сельского поселения до упразднения последнего.

## Население
Численность населения: 137 человек (1859 год), 105 (1889), 135 (1931), 64 (1963), 10 (1993),, 10 (90 % русские) в 2002 году, 6 в 2010.